# Palenque Indijanci
Palenque (Guarine), indijanski narod koji je u vrijeme španjolske konkviste (u 16. stoljeću) živio na sjeveru današnje Venezuele. Njima najsrodniji narod bili su Cumanagoto Indijanci, a njihov jezik pripadao je karipskoj porodici.
Palenque su bili stanovnici kišne šume i poznati po svojoj ratobornosti i jedenju ljudskog mesa (antropofagija). Naselja su im bila zaštićena palisadama (palenque), po kojima su i Guarine i postali poznati kao Palenque, a ovaj naziv iz istog je razloga dan i plemenu Pantágoro